# Justin Robinson (Leichtathlet)
Justin Robinson (* 30. März 2002 in St. Louis, Missouri) ist ein US-amerikanischer Leichtathlet, der sich auf den Sprint spezialisiert hat. Seinen größten sportlichen Erfolg feierte er im Jahr 2023 mit dem Gewinn der Goldmedaillen in der 4-mal-400-Meter-Staffel und in der Mixed-Staffel bei den Weltmeisterschaften in Budapest.

## Sportliche Laufbahn
Justin Robinson wuchs in Hazelwood in Missouri auf. 2018 sammelte er erste internationale Erfahrungen, als er bei den U20-Weltmeisterschaften in Tampere mit der US-amerikanischen 4-mal-400-Meter-Staffel in 3:05,26 min die Silbermedaille gewann. Im Jahr darauf siegte er in 45,04 s im 400-Meter-Lauf bei den U20-Panamerikameisterschaften in San José und sicherte sich dort auch mit der Staffel in 2:59,30 min die Goldmedaille. Anschließend gewann er bei den Panamerikanischen Spielen in Lima in 45,07 s die Bronzemedaille über 400 Meter hinter dem Kolumbianer Anthony Zambrano und Demish Gaye aus Jamaika und im Staffelbewerb gewann er in 3:01,72 min gemeinsam mit Mar’yea Harris, Michael Cherry und Wilbert London die Silbermedaille hinter dem kolumbianischen Team. 2020 begann er ein Studium an der Arizona State University. 2023 siegte er bei den Weltmeisterschaften in Budapest mit neuem Weltrekord von 3:08,80 min in der Mixed-Staffel gemeinsam mit Rosey Effiong, Matthew Boling und Alexis Holmes. Zudem sicherte er sich auch mit der Männerstaffel in 2:57,31 min gemeinsam mit Quincy Hall, Vernon Norwood und Rai Benjamin die Goldmedaille.
2023 wurde Robinson US-amerikanischer Hallenmeister im 400-Meter-Lauf.

## Persönliche Bestzeiten
- 200 Meter: 20,47 s (+0,9 m/s), 14. Mai 2023 in Walnut
  - 200 Meter (Halle): 20,81 s, 22. Januar 2022 in Albuquerque
- 400 Meter: 44,47 s, 8. Juli 2023 in Eugene
  - 400 Meter (Halle): 45,40 s, 18. Februar 2023 in Albuquerque